# Ерих Фелгибел
Ерих Фелгибел (на немски: Erich Fellgiebel) е германски генерал от свързочните войски на Вермахта, участвал в опита за убийство на фюрера Адолф Хитлер от 20 юли 1944 г.

## Военна кариера
Фелгибел е роден в Пьопелвиц (днешно Поповице във Вроцлав, Полша) в пруската провинция Силезия. На 18-годишна възраст той се присъединява към сигнализиращ батальон в пруската армия като офицер кадет. През Първата световна война е капитан в Генералния щаб. След войната е назначен в Берлин като служител на Генералния щаб на Райхсвера. Неговата служба е примерна, а през 1928 г. е повишен до майор.
През 1933 г. Фелгибел е повишен в лейтенант-полковник и през следващата година става пълноправен полковник. До 1938 г. е генерал-майор. През същата година е назначен за началник на учреждението на армията и началник на отдела за връзка на Вермахта към Върховното командване (ОКВ). Става генерал от свързочните войски на 1 август 1940 г.
През 1942 г. Фелгибел е повишен до главен сигнален офицер на Върховното командване на армията и на Върховното командване на въоръжените сили, позиция, която заема до 1944 г., когато е арестуван.
Адолф Хитлер не се доверява напълно на Фелгибел. Той го смята за твърде независим, но Хитлер се нуждае от познанията му. Фелгибел е един от първите, които разбират, че германската армия трябва да приеме и използва машината за шифроване на Enigma. Като ръководител на сигналните служби на Хитлер, той знае всяка военна тайна, включително ракетната работа на Вернер фон Браун в Центъра за изследване на армията.

## Съпротива
Чрез запознанството си с генерал Лудвиг Бек, неговия началник и после с наследника на Бек, полковник Франц Халдер, Фелгибел се свързва с антинацистката съпротива във въоръжените сили на Вермахта. В заговор от 1938 г. в навечерието на Мюнхенското споразумение той трябва да спре комуникациите в цяла Нацистка Германия, докато фелдмаршал Ервин фон Витлебен ще окупира Берлин.
Фелгибел участва в подготовката за Операция Валкирия и атентата срещу фюрера на 20 юли 1944 г., когато се опитва да прекрати всички телекомуникационни връзки в щабквартирата на Хитлер в Източна Прусия. Той успява само частично, тъй като не може да предотврати информирането на Йозеф Гьобелс в Берлин чрез отделни СС връзки.
Най-известният акт на Фелгибел този ден е неговият телефонен доклад до конспиратора генерал Фриц Тиле в „Бендлерблок“, след като е уведомен, че Хитлер е още жив: "Нещо ужасно се е случило! Фюрерът е жив!".
Фелгибел е арестуван незабавно във Вълчата бърлога и измъчван в продължение на три седмици, но не разкрива никакви имена на другарите си. Той е обвинен пред германската Народна съдебна палата. На 10 август 1944 г. е обявен за виновен и осъден на смърт. Ерих Фелгибел е екзекутиран на 4 септември 1944 г. в затвора Пльоцензе в Берлин.